# Dinner's Ready
『Dinner's Ready』（ディナーズ レディ）は、尾崎亜美の通算18作目のレギュラーアルバムである。1988年12月7日にポニーキャニオンから発売された。

## 概要
オリジナルアルバムとしては前作『時間地図』から約1年3か月ぶりで、料理を作ることが大好きで″食いしん坊″を自称する尾崎らしく、詞の中に飲食物の名称を使った曲が数多く収録されたアルバムとなった。本作もレコーディングはロサンゼルスで行われた。演奏にはシカゴ出身のホーンセクション・グループ、フェニックス・ホーンズのメンバーが参加している。
ジャケットに写るケーキはパティシエに作ってもらった本物で、キャンプの図を表現したケーキの上のデコレーションは、その頃尾崎がアウトドアに嵌り頻繁にキャンプに出掛けていたことに因んだもの。
先行シングルとしてリリースされたB-3「雨は止まない」は、薬師丸ひろ子に提供しアルバム『Sincerely Yours』に収録された曲のセルフカバー。
当時の尾崎には楽曲制作の依頼も多く来ていたが、知らず知らずのうちにプレッシャーを感じてしまい、精神的にいっぱいいっぱいになってしまったといい、本作の発表後、尾崎亜美としての音楽活動を一旦休止することとなる。1年後には匿名の歌手″桃姫″としてシングルをリリースしている。

## 収録曲

### LP / CT
| 全作詞・作曲・編曲: 尾崎亜美。 |                                            |          |            |      |
| #                              | タイトル                                   | 作詞     | 作曲・編曲 | 時間 |
| 1.                             | 「五つ数えたら」                           | 尾崎亜美 | 尾崎亜美   | 4:31 |
| 2.                             | 「Change of Mind」                         | 尾崎亜美 | 尾崎亜美   | 5:51 |
| 3.                             | 「さよならの乾杯」                         | 尾崎亜美 | 尾崎亜美   | 3:38 |
| 4.                             | 「美味しいLife Style」                     | 尾崎亜美 | 尾崎亜美   | 2:06 |
| 5.                             | 「Angel comes along (天使が帰ってきた夜)」 | 尾崎亜美 | 尾崎亜美   | 5:43 |

| 全作詞・作曲・編曲: 尾崎亜美。 |                          |          |            |      |
| #                              | タイトル                 | 作詞     | 作曲・編曲 | 時間 |
| 1.                             | 「Prom Night」           | 尾崎亜美 | 尾崎亜美   | 5:07 |
| 2.                             | 「抜け出したスクリーン」 | 尾崎亜美 | 尾崎亜美   | 5:16 |
| 3.                             | 「雨は止まない」         | 尾崎亜美 | 尾崎亜美   | 4:09 |
| 4.                             | 「Dinner's Ready」       | 尾崎亜美 | 尾崎亜美   | 5:29 |
| 5.                             | 「A Little Kingdom」     | 尾崎亜美 | 尾崎亜美   | 3:15 |

### CD
| 全作詞・作曲・編曲: 尾崎亜美。 |                                            |          |            |      |
| #                              | タイトル                                   | 作詞     | 作曲・編曲 | 時間 |
| 1.                             | 「五つ数えたら」                           | 尾崎亜美 | 尾崎亜美   | 4:31 |
| 2.                             | 「Change of Mind」                         | 尾崎亜美 | 尾崎亜美   | 5:51 |
| 3.                             | 「さよならの乾杯」                         | 尾崎亜美 | 尾崎亜美   | 3:38 |
| 4.                             | 「美味しいLife Style」                     | 尾崎亜美 | 尾崎亜美   | 2:06 |
| 5.                             | 「Angel comes along (天使が帰ってきた夜)」 | 尾崎亜美 | 尾崎亜美   | 5:43 |
| 6.                             | 「Prom Night」                             | 尾崎亜美 | 尾崎亜美   | 5:07 |
| 7.                             | 「抜け出したスクリーン」                   | 尾崎亜美 | 尾崎亜美   | 5:16 |
| 8.                             | 「雨は止まない」                           | 尾崎亜美 | 尾崎亜美   | 4:09 |
| 9.                             | 「Dinner's Ready」                         | 尾崎亜美 | 尾崎亜美   | 5:29 |
| 10.                            | 「A Little Kingdom」                       | 尾崎亜美 | 尾崎亜美   | 3:15 |
| 合計時間:                      | 合計時間:                                  | 45:09    |            |      |

## 参加ミュージシャン
| - Drums：青山純 - Bass：高水健司 - Guitar：今剛 - Keyboards：佐藤準、尾崎亜美 - Computer Programming：松武秀樹 - Harmonica：Norton Buffalo | - Steel Drum：Adrian″Spec″Blades - Horn Section：PHOENIX HORNS contracted by ″Tom Tom 99″Washington - Trombone：Louis ″Lui Lui″ Satterfield - Alto Sax：Dan Myric - Trumpet：Harry Kim, Rahmlee Davis - Chorus：Amii's child & GLIGLIES 2nd、佐藤準、ENA |

## シングル

### 概要
アルバム『Dinner's Ready』からの先行シングル。A面曲「雨は止まない」は薬師丸ひろ子への提供曲。B面曲「Angel comes along (天使が帰ってきた夜)」も『Dinner's Ready』に収録された。

### 収録曲
| 全作詞・作曲・編曲: 尾崎亜美。 |                                            |          |            |      |
| #                              | タイトル                                   | 作詞     | 作曲・編曲 | 時間 |
| 1.                             | 「雨は止まない」                           | 尾崎亜美 | 尾崎亜美   | 4:09 |
| 2.                             | 「Angel comes along (天使が帰ってきた夜)」 | 尾崎亜美 | 尾崎亜美   | 5:43 |

## 参考資料
- 『Dinner's Ready』（HQCD 紙ジャケット・ライナーノーツ）ポニーキャニオン、2014年1月15日。PCCA-50179。